# Сикс, Андре
Андре Сикс (фр. André Six; 1879 — 1915) — французский пловец, серебряный призёр летних Олимпийских игр 1900.
На Играх Сикс участвовал только в соревновании по подводному плаванию. За 65,4 секунд он проплыл 60 метров и получил 185,4 очков. Это позволило ему занять второе место в состязании и получить серебряную медаль.